# Assandira
Assandira és una novel·la de Giulio Angioni publicada el 2004 per Sellerio.

## Argument
El vell pastor sard Constantí Saru és persuadit pel seu fill i la seva nora danesa per establir un hotel-restaurant (anomenat Assandira) en el seu vell cleda abandonat. La característica de l'empresa vol ser la d'oferir als clients europeus, especialment del nord, una breu experiència de la vida en un món pastoral tradicional de Sardenya. El vell Constantí això hauria de ser un garant amb la seva experiència. L'empresa obté bé i fins i tot Constantí se sent part. Un dia un incendi destrueix Assandira i causa la mort del fill i l'avortament de la nora del vell pastor, que se sent responsable i confessa amb els investigadors. La raó d'aquesta auto-atribució de la responsabilitat no és prou clar per al jutge, que no creu a l'auto-incriminació per tot el que s'ha fet, a partir de la idea de reviure el seu món del passat.

## Editions
- 2004, ISBN 88-389-1991-7
- 2012, ebook, ISBN 9788838929946